# Still (Commodores-Lied)
Still ist ein Lied von den Commodores aus dem Jahr 1979, das von Lionel Richie geschrieben und James Anthony Carmichael sowie den Bandmitgliedern der Commodores selbst produziert wurde.

## Geschichte
Im Song erlebt der Protagonist eine Trennung und singt seine Sehnsucht hinaus. Die Veröffentlichung war am 14. September 1979, in den Billboard Hot 100 und U.S. Cash Box Top 100 wurde die Pop R&B und Soulnummer ein Nummer-eins-Hit. Still ist neben Sad Eyes von Robert John und What a Fool Believes von Doobie Brothers einer der wenigen Nummer-eins-Hits des Jahres 1979 in den Billboard Hot 100, die nicht der Musikrichtung Disco entsprechen.

## Coverversionen
- 1980: Cilla Black
- 1981: John Schneider
- 1991: Shirley Bassey
- 1995: Laura Fygi